# West Haven (Utah)
West Haven je město v okresu Weber County ve státě Utah ve Spojených státech amerických. K roku 2000 zde žilo 3 976 obyvatel. S celkovou rozlohou 26,3 km² byla hustota zalidnění 150,9 obyvatel na km².